# HD 71510
HD 71510，又名CD-51 3004，SAO 235962、HR 3330，是一颗恒星，视星等为5.17，位于銀經267.94，銀緯-7.93，其B1900.0坐标为赤經8h 22m 38.4s，赤緯-51° -7.93′ 1″。